# Fatouville-Grestain

Fatouville-Grestain este o comună în departamentul Eure, Franța. În 1 ianuarie 2022 avea o populație de 710 de locuitori.